# Climat alpin
- Pentru climatul munților numiți Alpi, a se vedea articolul Climatul munților Alpi.

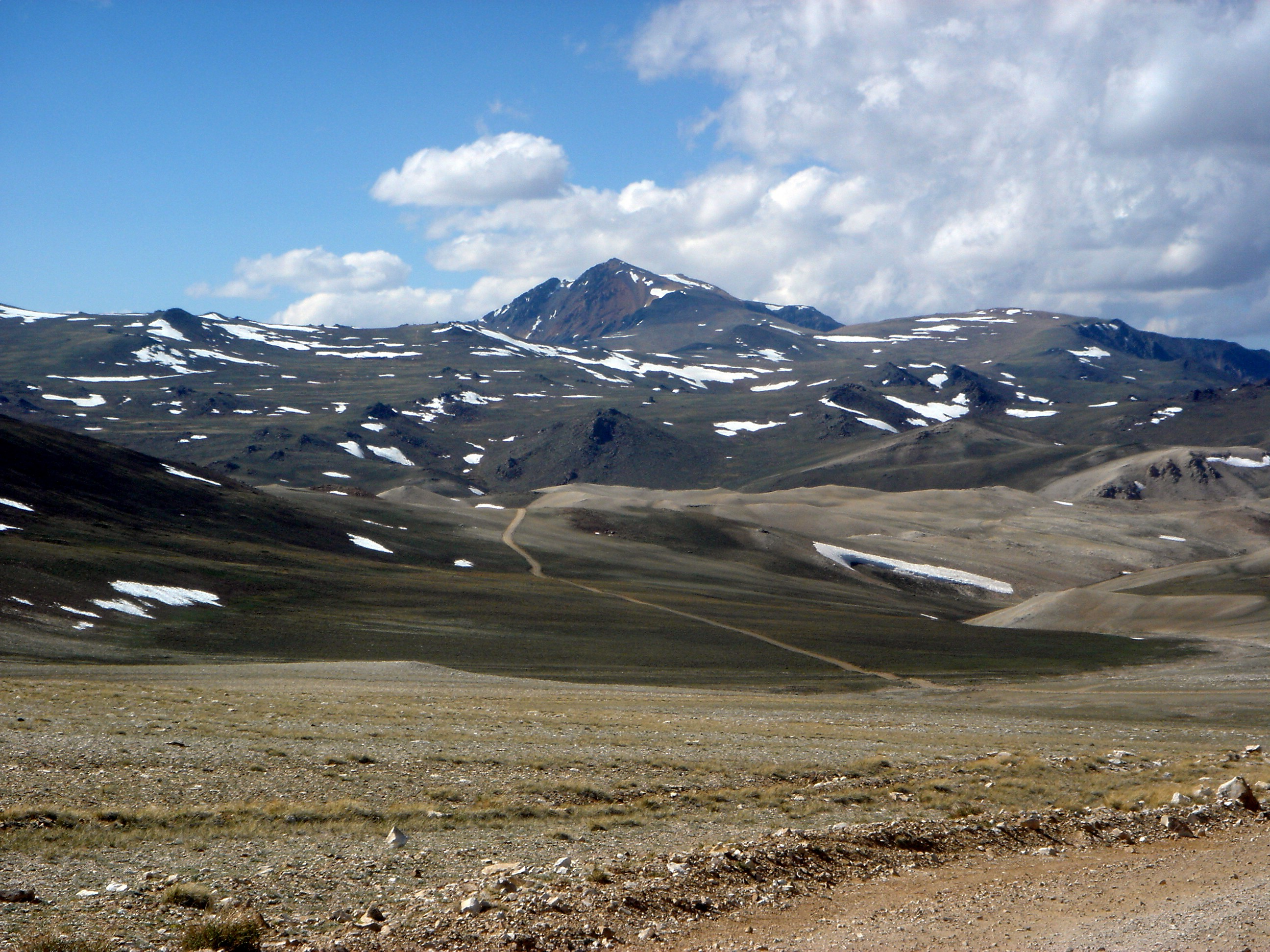
White Mountain, un biom alpin, din statul american, aflat la peste 4.300 de m altitudine, este o ilustrare a climatului alpin.

Climatul alpin este suma tuturor variațiunilor de vreme sau climat care se întâlnește la altitudini mai mari decât cea a liniei arborilor (sau linia copacilor).  Alte nume curent folosite pentru acest tip de climat sunt climat montan sau climat de mare altitudine.
Climatul alpin este bine reprezentat pe toate continentele planetei nostre.  Deși însemnate mase montane se găsesc, de obicei, concentrate în anumite zone ale continentelor, așa cum ar fi munții Himalaya în Asia, Munții Stâncoși, în America de Nord sau Anzii, în America de Sud, climatul alpin și biomul montan aferent sunt larg răspândite. Aproape întotdeauna, la altitudini mai mari decât linia arborilor, la peste 2.000 de metri, depinzând de condițiile locale, apare frecvent și climatul de tundră, care este un „companion” frecvent al climatului montan alpin.

## Definiție
Există ai multe definții corecte ale climatului alpin.  Cea mai scurtă definește climatul alpin ca fiind acela care există oriunde în munți mai sus decât linia naturală a copacilor (de obicei conifere), numită și linia arborilor.
O altă definiție simplă ar fi: climatul alpin este acel climat care împiedică creșterea copacilor datorită frigului. Conform sistemului Zonele vitale Holdridge a botanistului și climatologului Leslie Ransselaer Holdridge, climatul alpin se instaurează când biotemperatura unui loc se găsește în intervalul de 1,5 la 3 grade Celsius, care împiedică creșterea arborilor. Biotemperatura este orice temperatură deasupra punctului de îngheț al apei intrucât plantele dormitează sub 0 grade Celsius.
Conform clasificării savantului Köppen, numit Clasificarea climatică Köppen, climatul alpin este parte a grupei E, alături de climatul polar, în care nicio lună a anului nu are o temperatură medie de cel puțin 10 grade Celsius.

## Cauze

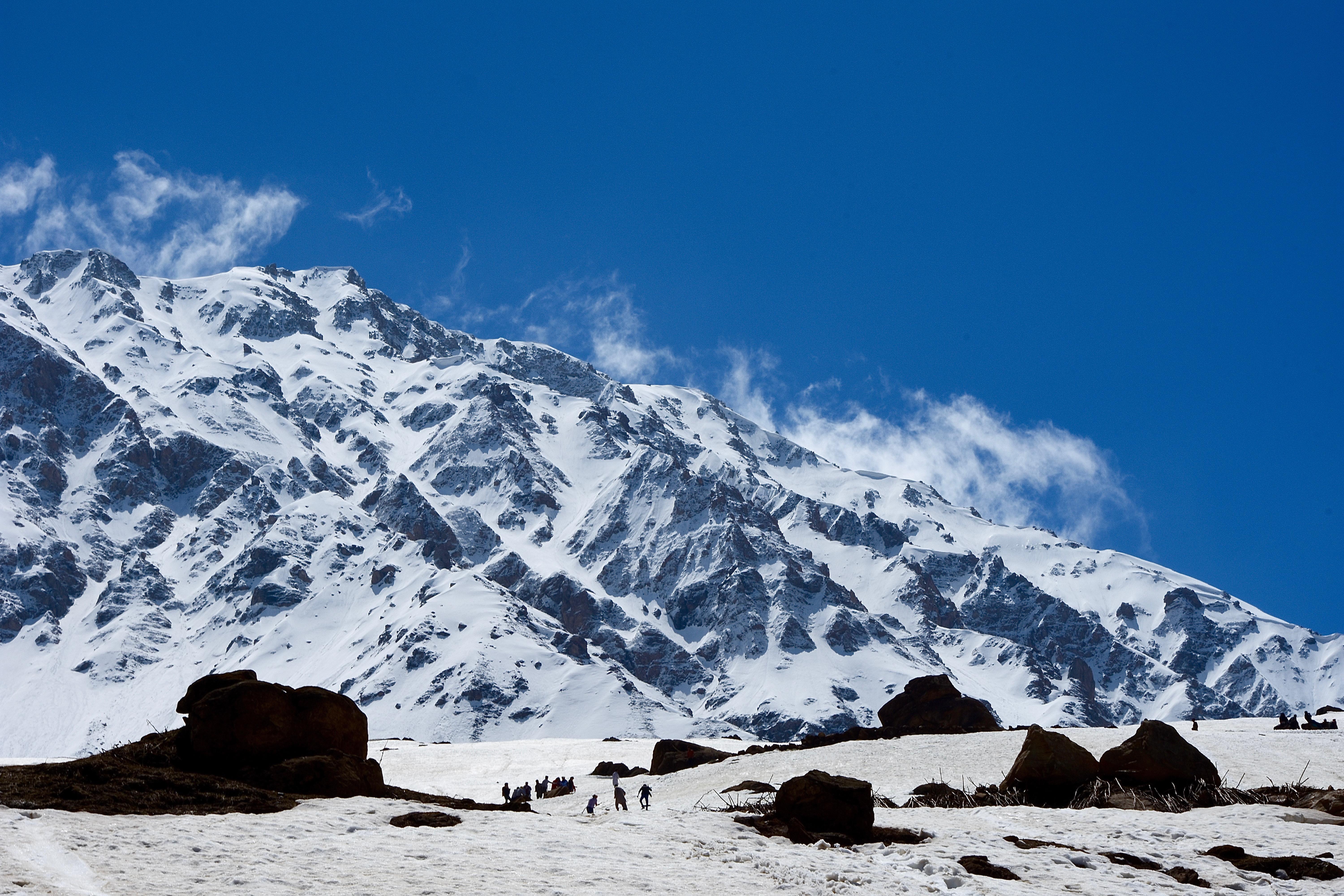
Climat alpin de mare altitudine — Valea Kaghan din Districtul Mansehra District al Provinciei Khyber Pakhtunkhwa din Pakistan.

Profilul termic al atmosferei este rezultatul interacțiunii dintre radiație și convecție. Ca atare, temperatura limită inferioară la care arborii pot crește, biotemperatura, deși în esență trebuie să fie deasupra temperaturii de îngheț a apei, diferă în funcție de condiiile concrete locale și sistemul de clasificare folosit. 
Spre exemplu, în sistemul Holdridge, amintit anterior, climatul alpin se instaurează atunci când temperatura medie a unui anumit loc este între 1,5 și 3 °C, ceea ce înseamnă împiedicarea ceșterii și dezvoltării arborilor. Toate plantele, incluzând arborii foioși și coniferele sunt în stare de cvasi-amorțire și chiar cvasi-hibernare la acel interval jos al temperaturii mediului ambiant.

## Distribuție
Deși această clasificare climatică acoperă doar porțiuni reduse ale suprafeței alpine, totuși climatele de tip alpin se găsesc distribuite pe toate continentele, acoperind marile altitudini. Spre exemplificare, următorii munți și grupe montane prezintă climat alpin. Astfel, munții Sierra Nevada,  munții Cascadelor, Stâncoșii, Apalașii, respectiv vârful vulcanului Mauna Loa, din Statele Unite, Zona vulcanilor mexicani, munții Înzăpeziți din Australia, Alpii, Pirineii și Sierra Nevada (din Spania), în Europa, munții Anzi în America de Sud, respectiv Himalaya, Platoul Tibetan, Gansu și Qinghai din China, dar și alții, au zone de climat alpin, uneori destul de întinse.

## Variabilitatea lunară
Variabilitatea climatului alpine climat pe parcursul întregului an depinde de latitudea locului. Pentru locuri situate în zona tropicală, așa cu ar fi vârful Mauna Loa, din insulele Hawaii, temperatura este aproximativ constantă, de-a lungul întregului an.
| Date climatice pentru Mauna Loa slope observatory (1961–1990) | Date climatice pentru Mauna Loa slope observatory (1961–1990) | Date climatice pentru Mauna Loa slope observatory (1961–1990) | Date climatice pentru Mauna Loa slope observatory (1961–1990) | Date climatice pentru Mauna Loa slope observatory (1961–1990) | Date climatice pentru Mauna Loa slope observatory (1961–1990) | Date climatice pentru Mauna Loa slope observatory (1961–1990) | Date climatice pentru Mauna Loa slope observatory (1961–1990) | Date climatice pentru Mauna Loa slope observatory (1961–1990) | Date climatice pentru Mauna Loa slope observatory (1961–1990) | Date climatice pentru Mauna Loa slope observatory (1961–1990) | Date climatice pentru Mauna Loa slope observatory (1961–1990) | Date climatice pentru Mauna Loa slope observatory (1961–1990) | Date climatice pentru Mauna Loa slope observatory (1961–1990) |
| Luna                                                          | Ian                                                           | Feb                                                           | Mar                                                           | Apr                                                           | Mai                                                           | Iun                                                           | Iul                                                           | Aug                                                           | Sep                                                           | Oct                                                           | Nov                                                           | Dec                                                           | Anual                                                         |
| ------------------------------------------------------------- | ------------------------------------------------------------- | ------------------------------------------------------------- | ------------------------------------------------------------- | ------------------------------------------------------------- | ------------------------------------------------------------- | ------------------------------------------------------------- | ------------------------------------------------------------- | ------------------------------------------------------------- | ------------------------------------------------------------- | ------------------------------------------------------------- | ------------------------------------------------------------- | ------------------------------------------------------------- | ------------------------------------------------------------- |
| Maxima istorică °F (°C)                                       | 67 (19)                                                       | 85 (29)                                                       | 65 (18)                                                       | 67 (19)                                                       | 68 (20)                                                       | 71 (22)                                                       | 70 (21)                                                       | 68 (20)                                                       | 67 (19)                                                       | 66 (19)                                                       | 65 (18)                                                       | 67 (19)                                                       | 85 (29)                                                       |
| Maxima medie °F (°C)                                          | 49.8 (9,9)                                                    | 49.6 (9,8)                                                    | 50.2 (10,1)                                                   | 51.8 (11)                                                     | 53.9 (12,2)                                                   | 57.2 (14)                                                     | 56.4 (13,6)                                                   | 56.3 (13,5)                                                   | 55.8 (13,2)                                                   | 54.7 (12,6)                                                   | 52.6 (11,4)                                                   | 50.6 (10,3)                                                   | 53,24 (11,8)                                                  |
| Minima medie °F (°C)                                          | 33.3 (0,7)                                                    | 32.9 (0,5)                                                    | 33.2 (0,7)                                                    | 34.6 (1,4)                                                    | 36.6 (2,6)                                                    | 39.4 (4,1)                                                    | 38.8 (3,8)                                                    | 38.9 (3,8)                                                    | 38.5 (3,6)                                                    | 37.8 (3,2)                                                    | 36.2 (2,3)                                                    | 34.3 (1,3)                                                    | 36,21 (2,34)                                                  |
| Minima istorică °F (°C)                                       | 19 (−7)                                                       | 18 (−8)                                                       | 20 (−7)                                                       | 24 (−4)                                                       | 27 (−3)                                                       | 28 (−2)                                                       | 26 (−3)                                                       | 28 (−2)                                                       | 29 (−2)                                                       | 27 (−3)                                                       | 25 (−4)                                                       | 22 (−6)                                                       | 18 (−8)                                                       |
| Precipitații inches (mm)                                      | 2.3 (58)                                                      | 1.5 (38)                                                      | 1.7 (43)                                                      | 1.3 (33)                                                      | 1.0 (25)                                                      | 0.5 (13)                                                      | 1.1 (28)                                                      | 1.5 (38)                                                      | 1.3 (33)                                                      | 1.1 (28)                                                      | 1.7 (43)                                                      | 2.0 (51)                                                      | 17 (432)                                                      |
| Zăpadă inches (cm)                                            | 0.0 (0)                                                       | 1.0 (2.5)                                                     | 0.3 (0.8)                                                     | 1.3 (3.3)                                                     | 0.0 (0)                                                       | 0.0 (0)                                                       | 0.0 (0)                                                       | 0.0 (0)                                                       | 0.0 (0)                                                       | 0.0 (0)                                                       | 0.0 (0)                                                       | 1.0 (2.5)                                                     | 3,6 (9,1)                                                     |
| Nr. de zile cu precipitații (≥ 0.01 inch)                     | 4                                                             | 5                                                             | 6                                                             | 5                                                             | 4                                                             | 3                                                             | 4                                                             | 5                                                             | 5                                                             | 5                                                             | 5                                                             | 4                                                             | 55                                                            |
| Sursă: NOAA                                                   |                                                               |                                                               |                                                               |                                                               |                                                               |                                                               |                                                               |                                                               |                                                               |                                                               |                                                               |                                                               |                                                               |

Pentru locuri de latitudine medie, așa cum este Muntele Washington din statul american New Hampshire temperatura variază, dar niciodată nu poate fi prea cald.
| Date climatice pentru Mount Washington, elev. 6.267 ft (1.910,2 m) near the summit | Date climatice pentru Mount Washington, elev. 6.267 ft (1.910,2 m) near the summit | Date climatice pentru Mount Washington, elev. 6.267 ft (1.910,2 m) near the summit | Date climatice pentru Mount Washington, elev. 6.267 ft (1.910,2 m) near the summit | Date climatice pentru Mount Washington, elev. 6.267 ft (1.910,2 m) near the summit | Date climatice pentru Mount Washington, elev. 6.267 ft (1.910,2 m) near the summit | Date climatice pentru Mount Washington, elev. 6.267 ft (1.910,2 m) near the summit | Date climatice pentru Mount Washington, elev. 6.267 ft (1.910,2 m) near the summit | Date climatice pentru Mount Washington, elev. 6.267 ft (1.910,2 m) near the summit | Date climatice pentru Mount Washington, elev. 6.267 ft (1.910,2 m) near the summit | Date climatice pentru Mount Washington, elev. 6.267 ft (1.910,2 m) near the summit | Date climatice pentru Mount Washington, elev. 6.267 ft (1.910,2 m) near the summit | Date climatice pentru Mount Washington, elev. 6.267 ft (1.910,2 m) near the summit | Date climatice pentru Mount Washington, elev. 6.267 ft (1.910,2 m) near the summit |
| Luna                                                                               | Ian                                                                                | Feb                                                                                | Mar                                                                                | Apr                                                                                | Mai                                                                                | Iun                                                                                | Iul                                                                                | Aug                                                                                | Sep                                                                                | Oct                                                                                | Nov                                                                                | Dec                                                                                | Anual                                                                              |
| ---------------------------------------------------------------------------------- | ---------------------------------------------------------------------------------- | ---------------------------------------------------------------------------------- | ---------------------------------------------------------------------------------- | ---------------------------------------------------------------------------------- | ---------------------------------------------------------------------------------- | ---------------------------------------------------------------------------------- | ---------------------------------------------------------------------------------- | ---------------------------------------------------------------------------------- | ---------------------------------------------------------------------------------- | ---------------------------------------------------------------------------------- | ---------------------------------------------------------------------------------- | ---------------------------------------------------------------------------------- | ---------------------------------------------------------------------------------- |
| Maxima istorică °F (°C)                                                            | 48 (9)                                                                             | 43 (6)                                                                             | 54 (12)                                                                            | 60 (16)                                                                            | 66 (19)                                                                            | 72 (22)                                                                            | 71 (22)                                                                            | 72 (22)                                                                            | 69 (21)                                                                            | 62 (17)                                                                            | 52 (11)                                                                            | 47 (8)                                                                             | 72 (22)                                                                            |
| Maxima medie °F (°C)                                                               | 13.6 (−10.2)                                                                       | 14.7 (−9.6)                                                                        | 20.7 (−6.3)                                                                        | 30.4 (−0.9)                                                                        | 41.3 (5,2)                                                                         | 50.4 (10,2)                                                                        | 54.1 (12,3)                                                                        | 53.3 (11,8)                                                                        | 47.1 (8,4)                                                                         | 36.4 (2,4)                                                                         | 28.1 (−2.2)                                                                        | 18.4 (−7.6)                                                                        | 34,0 (1,1)                                                                         |
| Media zilnică °F (°C)                                                              | 4.8 (−15.1)                                                                        | 6.2 (−14.3)                                                                        | 12.9 (−10.6)                                                                       | 23.9 (−4.5)                                                                        | 35.6 (2)                                                                           | 45.0 (7,2)                                                                         | 49.1 (9,5)                                                                         | 48.2 (9)                                                                           | 41.6 (5,3)                                                                         | 30.2 (−1.0)                                                                        | 20.7 (−6.3)                                                                        | 10.1 (−12.2)                                                                       | 27,36 (−2,58)                                                                      |
| Minima medie °F (°C)                                                               | −4.1 (−20.1)                                                                       | −2.4 (−19.1)                                                                       | 5.0 (−15.0)                                                                        | 17.4 (−8.1)                                                                        | 29.8 (−1.2)                                                                        | 39.5 (4,2)                                                                         | 44.0 (6,7)                                                                         | 43.0 (6,1)                                                                         | 36.1 (2,3)                                                                         | 24.0 (−4.4)                                                                        | 13.3 (−10.4)                                                                       | 1.7 (−16.8)                                                                        | 20,6 (−6,3)                                                                        |
| Minima istorică °F (°C)                                                            | −47 (−44)                                                                          | −46 (−43)                                                                          | −38 (−39)                                                                          | −20 (−29)                                                                          | −2 (−19)                                                                           | 8 (−13)                                                                            | 24 (−4)                                                                            | 20 (−7)                                                                            | 9 (−13)                                                                            | −5 (−21)                                                                           | −20 (−29)                                                                          | −46 (−43)                                                                          | −47 (−44)                                                                          |
| Precipitații inches (mm)                                                           | 6.44 (163.6)                                                                       | 6.77 (172)                                                                         | 7.67 (194.8)                                                                       | 7.44 (189)                                                                         | 8.18 (207.8)                                                                       | 8.40 (213.4)                                                                       | 8.77 (222.8)                                                                       | 8.32 (211.3)                                                                       | 8.03 (204)                                                                         | 9.27 (235.5)                                                                       | 9.85 (250.2)                                                                       | 7.73 (196.3)                                                                       | 96,87 (2.460,5)                                                                    |
| Zăpadă inches (cm)                                                                 | 44.0 (111.8)                                                                       | 40.1 (101.9)                                                                       | 45.1 (114.6)                                                                       | 35.6 (90.4)                                                                        | 12.2 (31)                                                                          | 1.0 (2.5)                                                                          | 0.0 (0)                                                                            | 0.1 (0.3)                                                                          | 2.2 (5.6)                                                                          | 17.6 (44.7)                                                                        | 37.8 (96)                                                                          | 45.5 (115.6)                                                                       | 281,2 (714,2)                                                                      |
| Nr. de zile cu precipitații (≥ 0.01 in)                                            | 19.7                                                                               | 17.9                                                                               | 19.0                                                                               | 17.4                                                                               | 17.4                                                                               | 16.8                                                                               | 16.5                                                                               | 15.2                                                                               | 13.9                                                                               | 16.8                                                                               | 19.1                                                                               | 20.7                                                                               | 210,4                                                                              |
| Nr. mediu de zile cu ninsoare (≥ 0.1 in)                                           | 19.3                                                                               | 17.3                                                                               | 16.6                                                                               | 13.1                                                                               | 6.4                                                                                | 0.9                                                                                | 0.1                                                                                | 0.2                                                                                | 1.7                                                                                | 9.1                                                                                | 14.6                                                                               | 19.2                                                                               | 118,5                                                                              |
| Ore însorite                                                                       | 92.0                                                                               | 106.9                                                                              | 127.6                                                                              | 143.2                                                                              | 171.3                                                                              | 151.3                                                                              | 145.0                                                                              | 130.5                                                                              | 127.2                                                                              | 127.1                                                                              | 82.4                                                                               | 83.1                                                                               | 1.487,6                                                                            |
| Sursa nr. 1: NOAA (normals 1981–2010, sun 1961–1990)                               |                                                                                    |                                                                                    |                                                                                    |                                                                                    |                                                                                    |                                                                                    |                                                                                    |                                                                                    |                                                                                    |                                                                                    |                                                                                    |                                                                                    |                                                                                    |
| Sursa nr. 2: extremes 1933–present                                                 |                                                                                    |                                                                                    |                                                                                    |                                                                                    |                                                                                    |                                                                                    |                                                                                    |                                                                                    |                                                                                    |                                                                                    |                                                                                    |                                                                                    |                                                                                    |

## Articole pe teme montane și de glaciologie
- Aisberg
- Alpii înalți
- Antarctica
- Arctica
- Ablație (fenomen)
- Balanța masei unui ghețar
- Banchiză
- Calotă glaciară
- Calotă polară
- Circ glaciar
- Climatul Alpilor
- Climatul calotelor polare
- Coastă
- Colină
- Criosferă
- Deal
- Ecoton
- Efectul de trecere
- Efectul Massenerhebung
- Faună alpină
- Floră alpină
- Gheață
- Ghețar
- Glaciologie
- Încălzirea globală
- Înzăpezire
- Lac glaciar
- Linia arborilor
- Linia ghețarilor
- Linia înghețului
- Linia de îngheț (astrofizică)
- Linia zăpezii
- Listă de țări în care ninge
- Listă de lacuri din România
- Munte
- Morenă
- Nivologie
- Sculptura în gheață
- Spărgător de gheață
- Tundră
- Tundră alpină
- Versant
- Zăpadă
- Zonă de ablație
- Zonă de acumulare